# أندرو ريبين
أندرو لورانس ريبين، زميل الجمعية الملكية الكندية (16 مايو 1950 في لندن ، إنجلترا - 29 نوفمبر 2016)  هو باحث في الدراسات الإسلامية الكندية.
كان ريبين أستاذًا للتاريخ وعميدًا لكلية العلوم الإنسانية في جامعة فيكتوريا بكولومبيا البريطانية الكندية. كانت المجالات الأكاديمية الرئيسية لأندرو ريبين هي تاريخ الفترة التكوينية للإسلام وتفسير القرآن في الفترة الكلاسيكية للإسلام. كان مؤلفًا للعديد من الأعمال حول الدراسات القرآنية وأهنها «المسلمين - معتقداتهم وممارساتهم الدينية» (بالإنجليزية: Muslims - Their Religious Beliefs and Practices)‏ ، الآن في طبعته الرابعة (2012). في عام 2006، حصل على زمالة الجمعية الملكية الكندية . ترتبط بعض أعمال أندرو ريبين بالبحث عن الإباضية ‏.
توفي في 29 نوفمبر 2016 في فيكتوريا بكولومبيا البريطانية عن عمر يناهز 66 عامًا.

## الأعمال
- أندرو ريبين، Jan Knappert (المحرورون)، مصادر نصية لدراسة الإسلام، Totowa، N. J. : Barnes & Noble، 1987.
- أندرو ريبين (المحرر)، نهج لتاريخ تفسير القرآن الكريم، Oxford : Clarendon Press، 1988.
- أندرو ريبين، المسلمون: معتقداتهم وممارساتهم الدينية نيويورك : روتليدج، 1990.
- أندرو ريبين (المحرر)، القرآن: التفسير التكويني، Aldershot: Ashgate، 1999.
- أندرو ريبين (المحرر)، القرآن والأسلوب والمحتويات، Aldershot: Ashgate، 2001.
- أندرو ريبين، القرآن وتقاليده التفسيرية، (Variorum Collected Studies)، Aldershot، Hampshire; Burlington، VT: Ashgate / Variorum، 2001.
- نورمان كالدر ، جويد مجددي، أندرو ريبين (المحرورون)، الإسلام الكلاسيكي: كتاب مصدري للأدب الديني نيويورك : روتليدج، 2003.
- أندرو ريبين، المسلمون: معتقداتهم وممارساتهم الدينية. 2005.
- أندرو ريبين (المحرر)، تعريف الإسلام: قارئ، لندن; Oakville، CT: Equinox، 2007.
- أندرو ريبين (المحرر)، العالم الإسلامي، New York: روتليدج، 2010.
- أندرو ريبين، جويد مجددي (المحرورون)، رفيق وايلي بلاكويل للقرآن، Chichester، W. Sussex: John Wiley & Sons، Inc.، 2017.